# دايفيد فيريرا
دايفيد فيريرا (بالإسبانية: David Ferreira)‏ (9 أغسطس 1979 بسانتا مارتا في كولومبيا - ) هو لاعب كرة قدم كولومبي في مركز الوسط. شارك مع منتخب كولومبيا لكرة القدم. أما مع النوادي، فقد لعب مع أتلتيكو باراناينسي وأتليتيكو هويلا وأمريكا دي كالي وإنديبنديينتي سانتا في ونادي الشباب ونادي دالاس ويونيون ماغدالينا وريال قرطاجنة.

## وصلات خارجية
- دايفيد فيريرا على موقع الاتحاد الدولي (مؤرشف)  (الإنجليزية)
- دايفيد فيريرا على موقع الدوري الأمريكي (الإنجليزية)
- دايفيد فيريرا على موقع قاعدة بيانات كرة القدم.إي يو (الإنجليزية)
- دايفيد فيريرا على موقع ناشيونال فوتبول تيمز (الإنجليزية)
- دايفيد فيريرا على موقع Soccerway.com (الإنجليزية)
- دايفيد فيريرا على موقع AS.com (الإسبانية)